# Attaces
Addac of Attaces (gestorven in 418 of 426) was koning van de westelijke Alanen in Hispania (het moderne Spanje en Portugal). In 409 vestigden de Alanen zich in de provincies Lusitania en Carthaginiensis. Sommigen historici betwijfelen of de Alanen alle of slechts delen van Carthaginiensis bezaten.
Addac was de opvolger van Respendial, die de Alanen, samen met de Vandalen en Suevi, leidde bij de invasie van het Romeinse rijk in 406. In 418 werd Attaces verslagen en gedood in de oorlog met de Visigotische koning Wallia, die de Alanen had aangevallen in de " Tartessische "landen, waarschijnlijk in de buurt van Gibraltar. Sommige historici dateren zijn dood op 426 als gevolg van de inval van koning Theodorik, de opvolger van Wallia. De rest van de westelijke Alanen in Iberia deed een beroep op de Vandalenkoning Gunderic om de Alanen-kroon te aanvaarden. Latere Vandalenkoningen in Noord-Afrika noemden zichzelf rex Wandalorum et Alanorum (Koning van de Vandalen en Alanen).